# Urówka
Urówka (824 m) – szczyt w Beskidzie Żywiecko-Kisuckim należący do Grupy Wielkiej Raczy. Znajduje się w długim, północnym grzbiecie Kiczorki (Mładej Hory). Nieco powyżej Urówki grzbiet ten rozgałęzia się na dwa ramiona; północne z wzniesieniem Hutyrów i wschodnie Urówki. Południowe stoki Urówki opadają do doliny potoku Danielka, północne do doliny Wody Ujsolskiej, w zachodnie wcina się potok oddzielający Urówkę od grzbietu Hutyrowa.
Szczyt i większość zboczy Urówki jest bezleśna, zajęta przez pola i zabudowania miejscowości Ujsoły. Na dość kamienistym szczycie znajduje się należąca do tej miejscowości duża polana. Dawniej stoki Urówki były jeszcze bardziej bezleśne, jednak część pól już nie jest uprawiana i zarasta lasem. Pod szczytem, od strony południowo-zachodniej, na terenie dawnego, rozległego osuwiska, znajduje się należące do Ujsoł niewielkie osiedle Stawiska.
Urówka znajduje się w granicach miejscowości Ujsoły w województwie śląskim, w powiecie żywieckim, w gminie Rajcza. W regionalizacji fizycznogeograficznej Polski według Jerzego Kondrackiego Grupa Wielkiej Raczy zaliczana jest do Beskidu Żywieckiego, w nowszej polskiej regionalizacji z 2018 roku do Beskidu Żywiecko-Kisuckiego.
Z grzbietu Urówek prowadzi nieznakowana droga do studenckiego schroniska turystyczne „Chałupa Chemików” w dolinie Danielki.